# Anartia jatrophae
Anartia jatrophae är en fjärilsart som beskrevs av Carl von Linné 1763. Anartia jatrophae ingår i släktet Anartia och familjen praktfjärilar. Inga underarter finns listade i Catalogue of Life.

## Bildgalleri

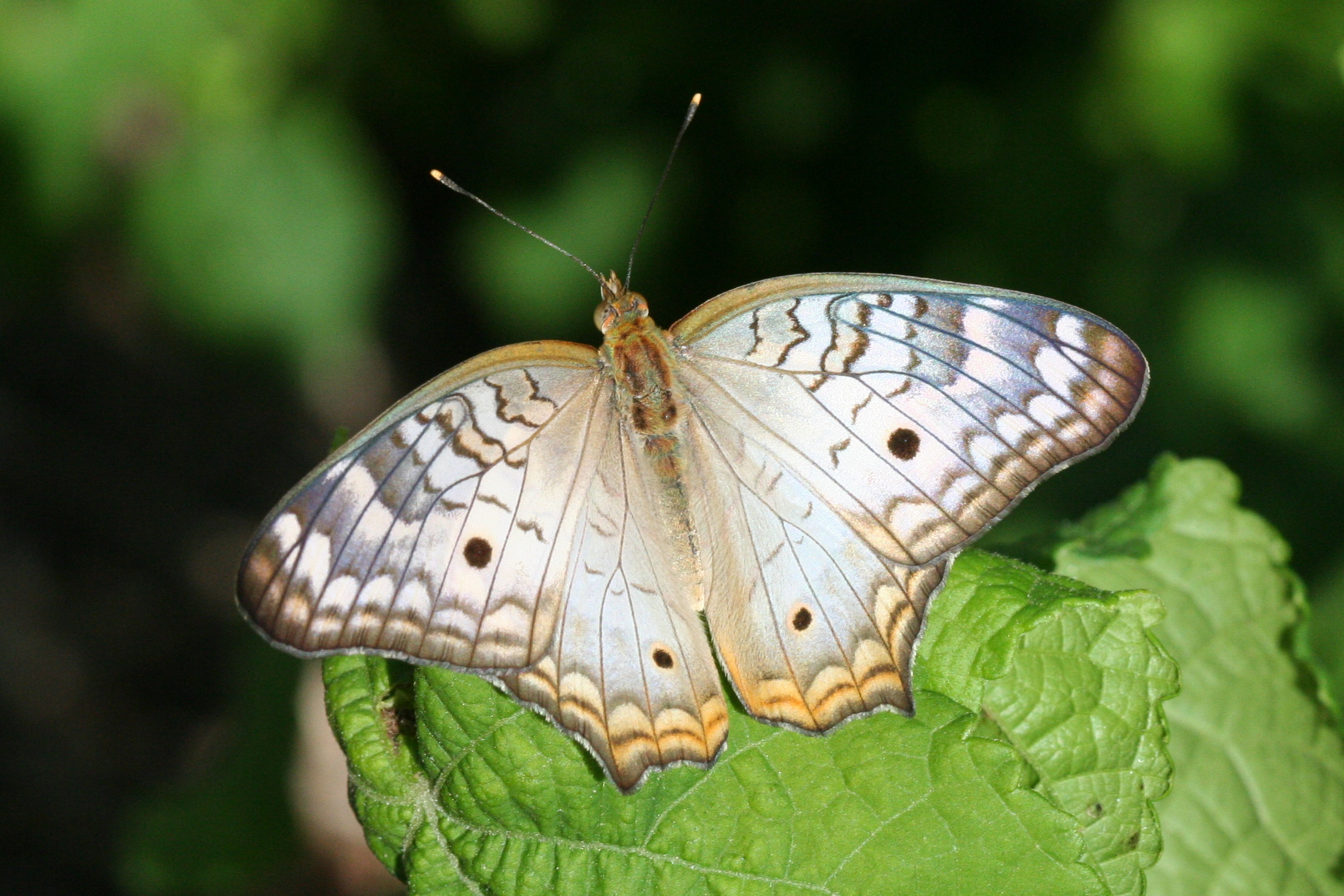
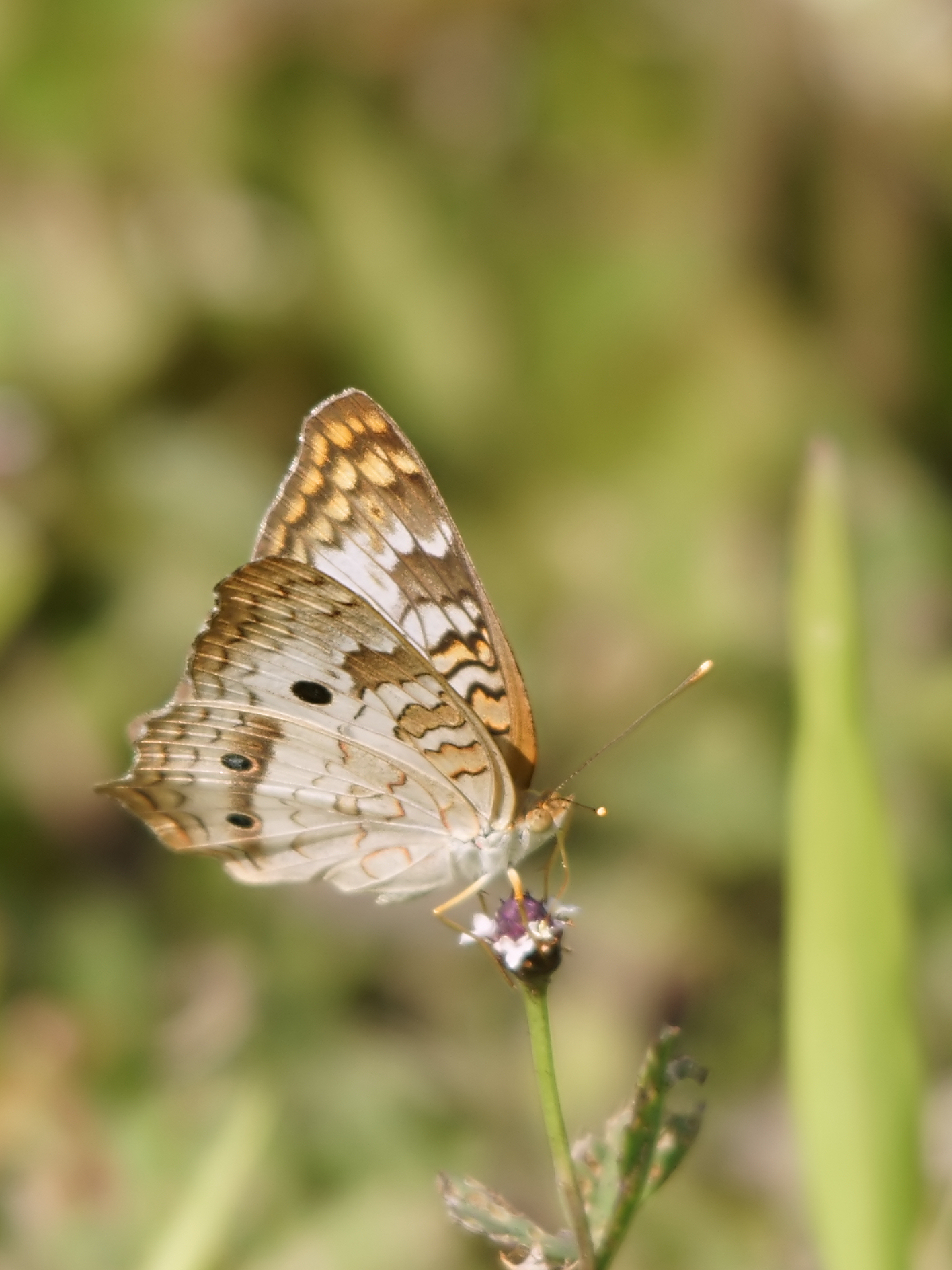
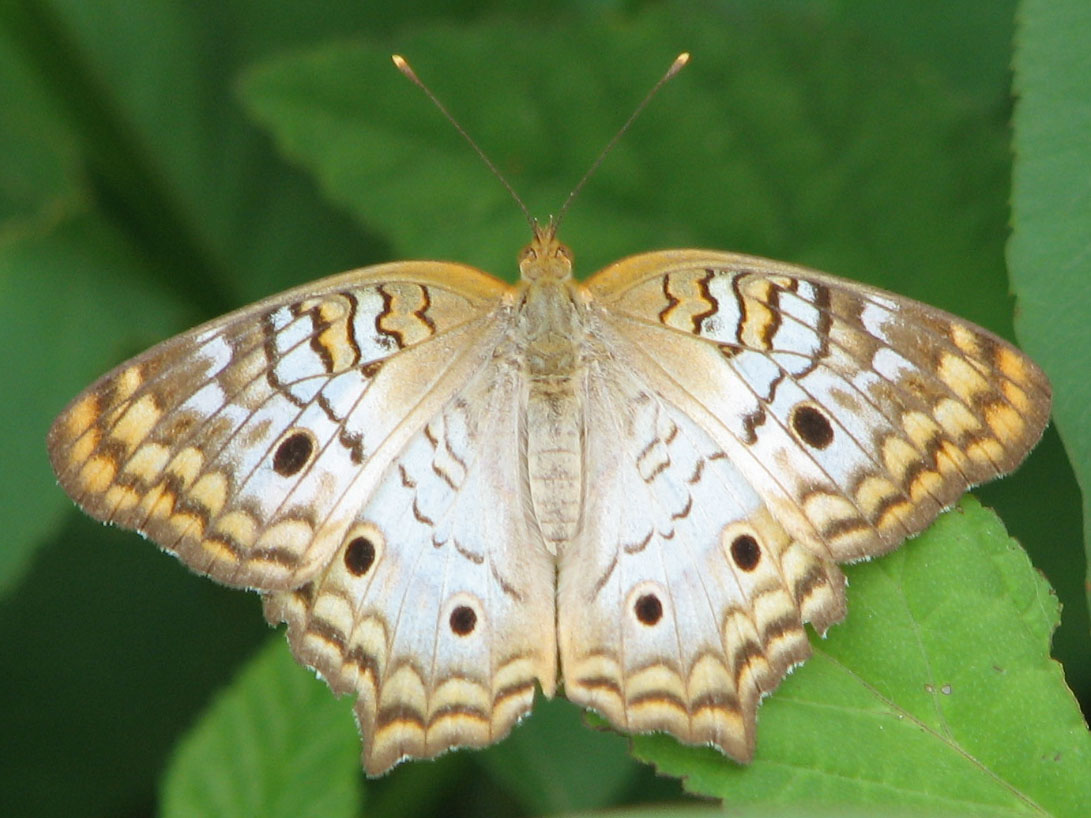
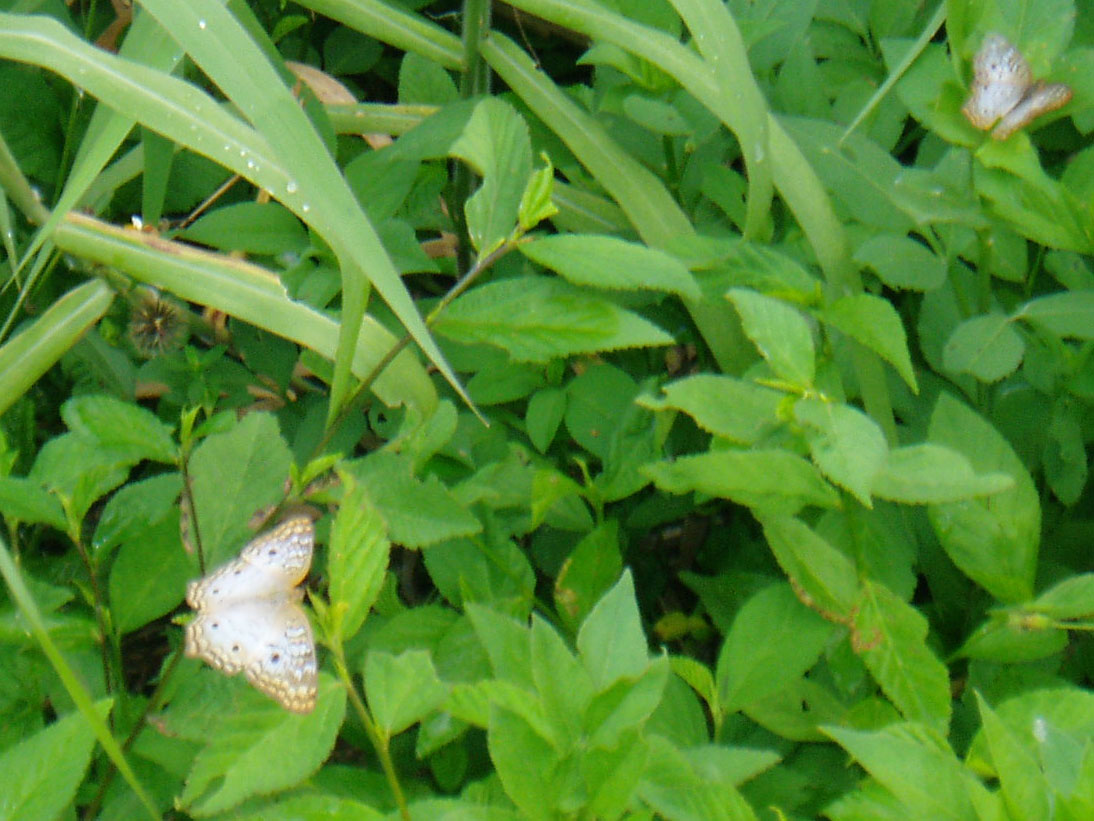
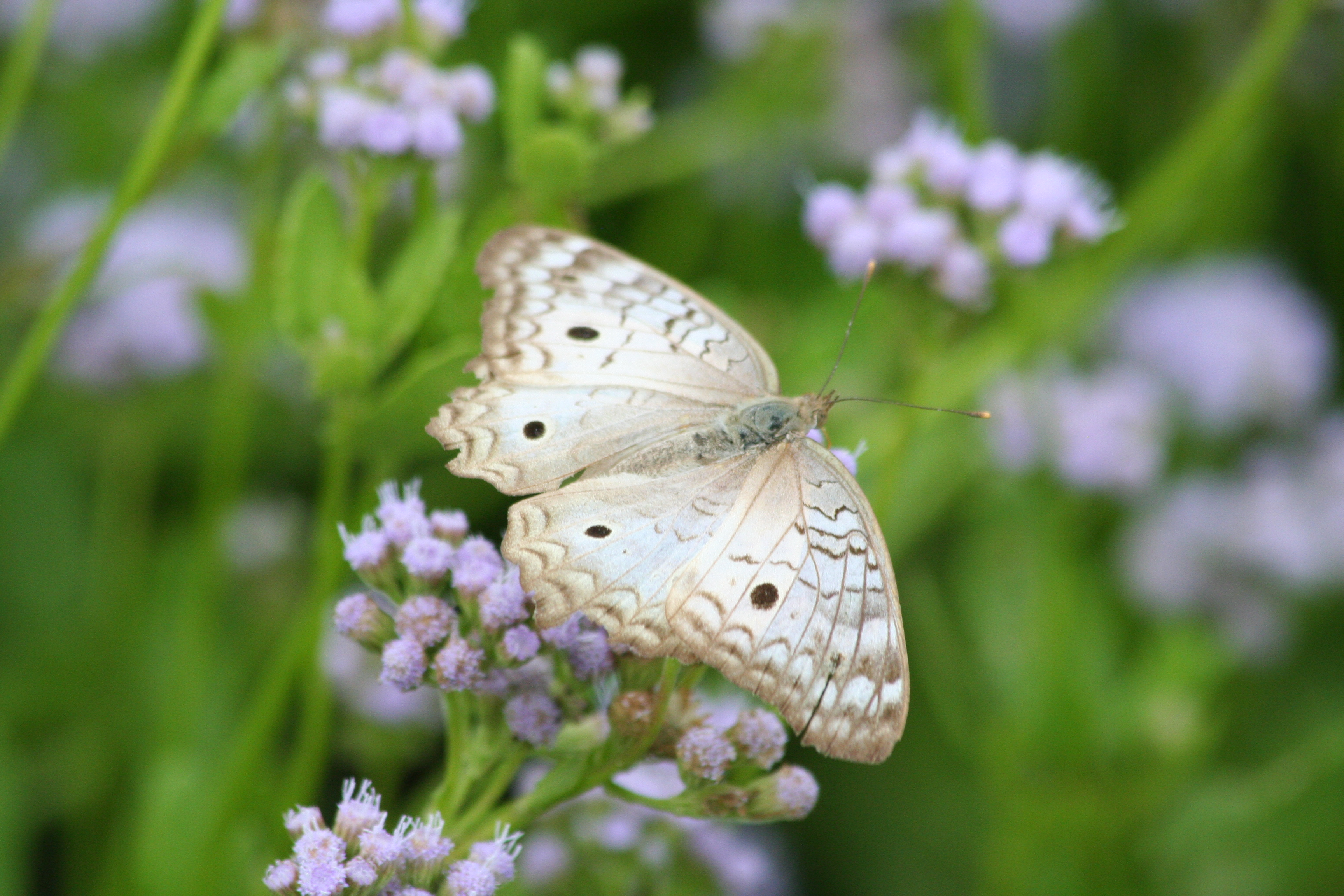
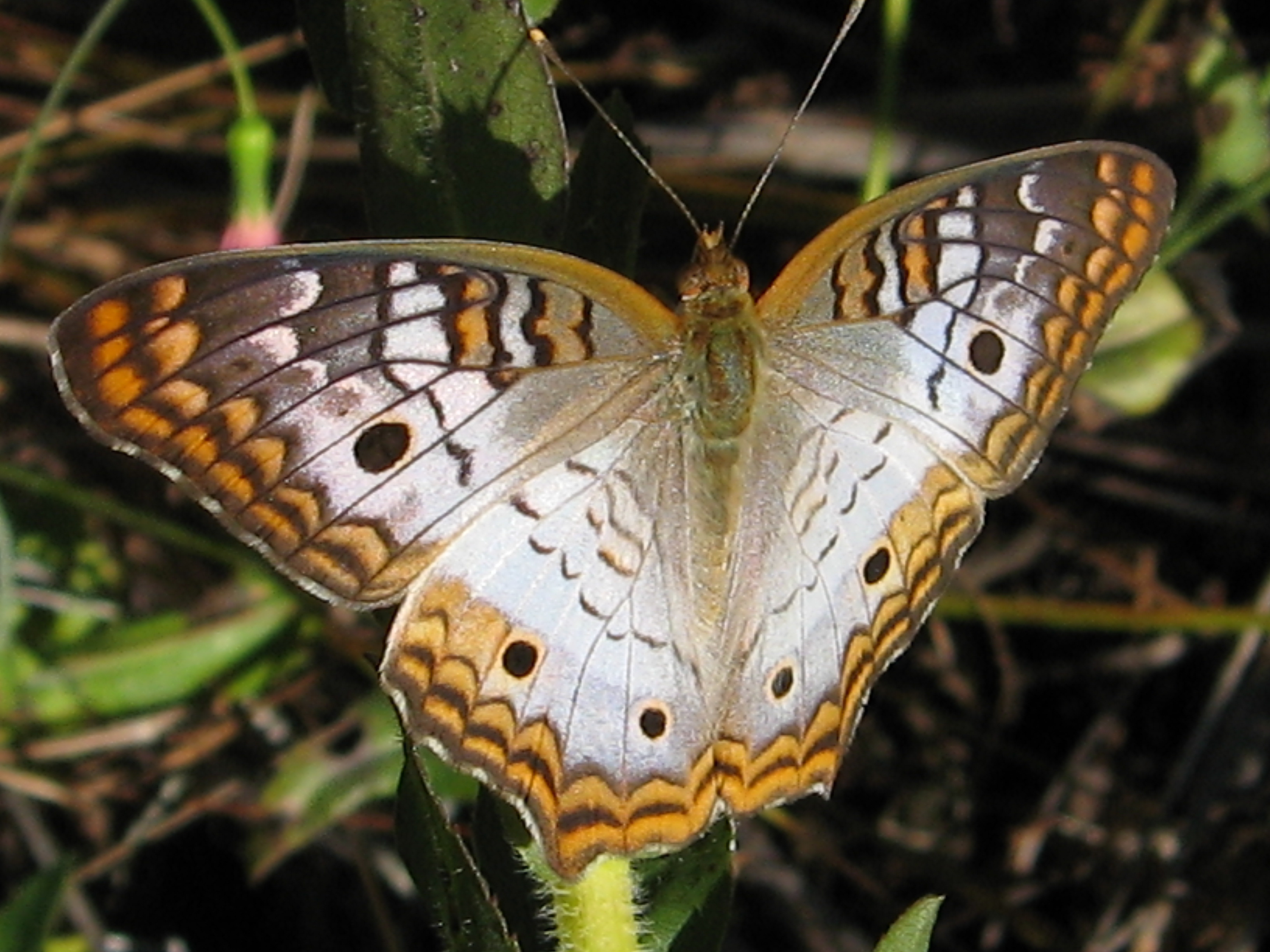